# Urica
Urica es la capital de la parroquia del mismo nombre, ubicada a 45 km al sureste del poblado de Santa Inés, en el Estado Anzoátegui, Venezuela.

## Historia
Se localiza en las coordenadas geográficas: 09° 43’ 00” de latitud Norte y 64° 00’ 30” de Longitud Oeste. Fue fundada por los españoles a mediados del siglo XVIII sobre una planicie bañada por las aguas del Río Uriquita y el Río Amana, rodeada de los sitios de cría pecuaria de mayor fama en Anzoátegui y conocida como gran productora de frutos menores.
En esta población tuvieron lugar memorables acciones de guerra, tales como las de José Félix Ribas y José Francisco Bermúdez contra José Tomás Boves. El 12 de septiembre de 1814 se dio la batalla de Curareque; el 5 de diciembre de ese mismo año la célebre batalla de Urica, en la que murió Boves y por ello, tiene su tumba en el pueblo. El 27 de abril de 1870 se dio la batalla de Altagracia, y el 20 de febrero de 1902, la batalla del Puente.
En 1879, por disposición del Congreso Nacional de la República, es creado el Gran Estado de Oriente, cuya capital fuera Urica. Esta división político territorial que, en su momento estuvo conformado por los actuales estados Anzoátegui, Sucre y Monagas, se mantuvo vigente hasta 1881 cuando recibió el nombre de Estado Bermúdez, para, en 1898, finalmente adoptar la denominación de Estado Sucre.

## Sectores
1. Sector Centro Urica
2. Sector La Manga
3. Sector El Chispero
4. Sector Los Cocos (Kassandra)
5. Sector Las Brisas
6. Sector El Chaparral
7. Sector El Puente
8. Sector Boves